# Ангел варух
„Ангел варух” је југословенски и словеначки кратки филм из 1966. године. Режирао га је Јоже Бевц који је написао и сценарио.

## Улоге
| Глумац      | Улога |
| ----------- | ----- |
| Јоже Бевц   |       |
| Симона Бевц |       |